# Teleki, Somogy
Teleki  este un sat în districtul Siófok, județul Somogy, Ungaria, având o populație de 201 locuitori (2011).

## Demografie
Componența etnică a satului Teleki
     Maghiari (73,91%)
     Romi (17,93%)
     Germani (5,98%)
     Necunoscut (2,17%)
     Alții (2,17%)
Componența confesională a satului Teleki
     Romano-catolici (43,28%)
     Reformați (14,93%)
     Fără religie (5,47%)
     Luterani (2,99%)
     Necunoscută (33,33%)
Conform recensământului din 2011, satul Teleki avea 201 locuitori. Din punct de vedere etnic, majoritatea locuitorilor (73,91%) erau maghiari, existând și minorități de romi (17,93%) și germani (5,98%). Apartenența etnică nu este cunoscută în cazul a 2,17% din locuitori. Nu există o religie majoritară, locuitorii fiind romano-catolici (43,28%), reformați (14,93%), persoane fără religie (5,47%) și luterani (2,99%). Pentru 33,33% din locuitori nu este cunoscută apartenența confesională.